# New Life (film 2023)
New Life è un film del 2023 diretto da Ivan Polidoro.

## Trama
Dopo la morte del suo patrigno, Aldo, un presentatore televisivo in crisi, eredita la casa di campagna dove ha trascorso gran parte della sua infanzia. Afflitto dalla tristezza e in attesa di una risposta per la ripresa del suo programma televisivo, invia la sua assistente Susy a gestire le pratiche amministrative per la vendita dello stabile. Tuttavia, Susy si troverà di fronte a una realtà molto diversa da quella che si aspettava. La casa di campagna è ora una Country House gestita da due amministratori e cinque individui eccentrici che si occupano dell'agricoltura, dei vigneti e conducono con successo un'azienda chiamata Casa Matta. L'arrivo di Susy e la possibile vendita della proprietà mettono tutti quanti in agitazione, spingendoli a fare tutto il possibile affinché ciò non accada.

## Distribuzione
La pellicola è uscita nelle sale il 19 giugno 2023.

## Promozione
- Ischia Film Festival edizione 2023
- BCT - Festival Nazionale del Cinema e della televisione di Benevento edizione 2023
- San Valentino Torio Outdoor Film Festival edizione 2023